# 太鲁阁猪殃殃
太鲁阁猪殃殃（学名：Galium tarokoense）为茜草科拉拉藤属下的一个种。

## 扩展阅读
- 維基物種上的相關：太鲁阁猪殃殃